# Collegio uninominale Calabria - 01 (Camera dei deputati 2020)
Il collegio elettorale uninominale Calabria - 01 è un collegio elettorale uninominale della Repubblica Italiana per l'elezione della Camera dei deputati.

## Territorio
Come previsto dalla legge n. 51 del 27 maggio 2019, il collegio è stato definito tramite decreto legislativo all'interno della circoscrizione Calabria.
È formato dal territorio dell'intera provincia di Crotone (27 comuni) e da 52 comuni della provincia di Cosenza: Acquaformosa, Acri, Albidona, Alessandria del Carretto, Altomonte, Amendolara, Bocchigliero, Calopezzati, Caloveto, Campana, Canna, Cariati,
Cassano all'Ionio, Castroregio, Castrovillari, Celico, Cerchiara di Calabria, Civita, Corigliano-Rossano, Cropalati, Crosia, Firmo, Francavilla Marittima, Frascineto, Longobucco, Lungro, Mandatoriccio, Montegiordano, Morano Calabro, Nocara, Oriolo, Paludi, Pietrapaola, Plataci, Rocca Imperiale, Roseto Capo Spulico, San Basile, San Cosmo Albanese, San Demetrio Corone, San Donato di Ninea, San Giorgio Albanese, San Giovanni in Fiore, San Lorenzo Bellizzi, San Lorenzo del Vallo, Saracena, Scala Coeli, Spezzano Albanese, Terranova da Sibari, Terravecchia, Trebisacce, Vaccarizzo Albanese e Villapiana.
Il collegio è parte del collegio plurinominale Calabria - 01.

## Eletti
| Elezione | Elezione | Deputato           | Partito |
| -------- | -------- | ------------------ | ------- |
|          | 2022     | Domenico Furgiuele | Lega    |

## Dati elettorali

### XIX legislatura
Come previsto dalla legge elettorale, 147 deputati sono eletti con sistema a maggioranza relativa in altrettanti collegi uninominali a turno unico.
| Candidati                                 | Candidati                    | Voti    | %     | Liste                                                | Voti    | %     |
| ----------------------------------------- | ---------------------------- | ------- | ----- | ---------------------------------------------------- | ------- | ----- |
|                                           | Domenico Furgiuele ✔️ Eletto | 57 713  | 38,12 | Fratelli d'Italia                                    | 25 675  | 16,96 |
| Forza Italia                              | Domenico Furgiuele ✔️ Eletto | 57 713  | 38,12 | 22 020                                               | 14,55   |       |
| Lega per Salvini Premier                  | Domenico Furgiuele ✔️ Eletto | 57 713  | 38,12 | 8 689                                                | 5,74    |       |
| Noi moderati/Lupi - Toti - Brugnaro - UDC | Domenico Furgiuele ✔️ Eletto | 57 713  | 38,12 | 1 329                                                | 0,88    |       |
|                                           | Vittoria Baldino             | 53 342  | 35,24 | Movimento 5 Stelle                                   | 53 342  | 35,24 |
|                                           | Giovanni Papasso             | 27 551  | 18,20 | Partito Democratico-IDP                              | 21 289  | 14,06 |
| Alleanza Verdi e Sinistra                 | Giovanni Papasso             | 27 551  | 18,20 | 3 248                                                | 2,15    |       |
| Impegno Civico - Centro Democratico       | Giovanni Papasso             | 27 551  | 18,20 | 1 640                                                | 1,08    |       |
| +Europa                                   | Giovanni Papasso             | 27 551  | 18,20 | 1 374                                                | 0,91    |       |
|                                           | Domenico Mazza               | 4 862   | 3,21  | Azione - Italia Viva - Calenda                       | 4 862   | 3,21  |
|                                           | Carolina De Leo              | 1 865   | 1,23  | Italexit                                             | 1 865   | 1,23  |
|                                           | Maria Angelica Stamato       | 1 612   | 1,06  | Unione Popolare                                      | 1 612   | 1,06  |
|                                           | Natale Giuseppe Calabretta   | 1 579   | 1,04  | Italia Sovrana e Popolare                            | 1 579   | 1,04  |
|                                           | Marianna Gorpa               | 826     | 0,55  | Partito Comunista Italiano                           | 826     | 0,55  |
|                                           | Vittoria Villirillo          | 586     | 0,39  | Noi di Centro – Europeisti                           | 586     | 0,39  |
|                                           | Eraldo Rizzuti               | 434     | 0,29  | Alternativa per l'Italia (PdF - Exit)                | 434     | 0,29  |
|                                           | Domenico Nigro Di Gregorio   | 315     | 0,21  | Partito Animalista Italiano – UCDL – 10 Volte Meglio | 315     | 0,21  |
|                                           | Sara Cunial                  | 291     | 0,19  | Vita                                                 | 291     | 0,19  |
|                                           | Valeria Nisticò              | 203     | 0,13  | Sud chiama Nord                                      | 203     | 0,13  |
|                                           | Claudia Castro               | 200     | 0,13  | Forza del Popolo                                     | 200     | 0,13  |
| Totale                                    | Totale                       | 151 379 | 100   |                                                      | 151 379 | 100   |
|                                           |                              |         |       |                                                      |         |       |
| Schede bianche                            | Schede bianche               | 3 978   | 2,49  |                                                      |         |       |
| Schede nulle                              | Schede nulle                 | 4 576   | 2,86  |                                                      |         |       |
| Votanti                                   | Votanti                      | 159 933 | 47,54 |                                                      |         |       |
| Elettori                                  | Elettori                     | 336 428 |       |                                                      |         |       |